# Monomorium antarcticum
Monomorium antarcticum là một loài kiến trong họ Formicidae, loài đặc hữu của New Zealand.